# Johannes Seidlitz
Johannes Seidlitz (* 13. Juni 1990 in Wassertrüdingen) ist ein ehemaliger deutscher Automobilrennfahrer.

## Karriere

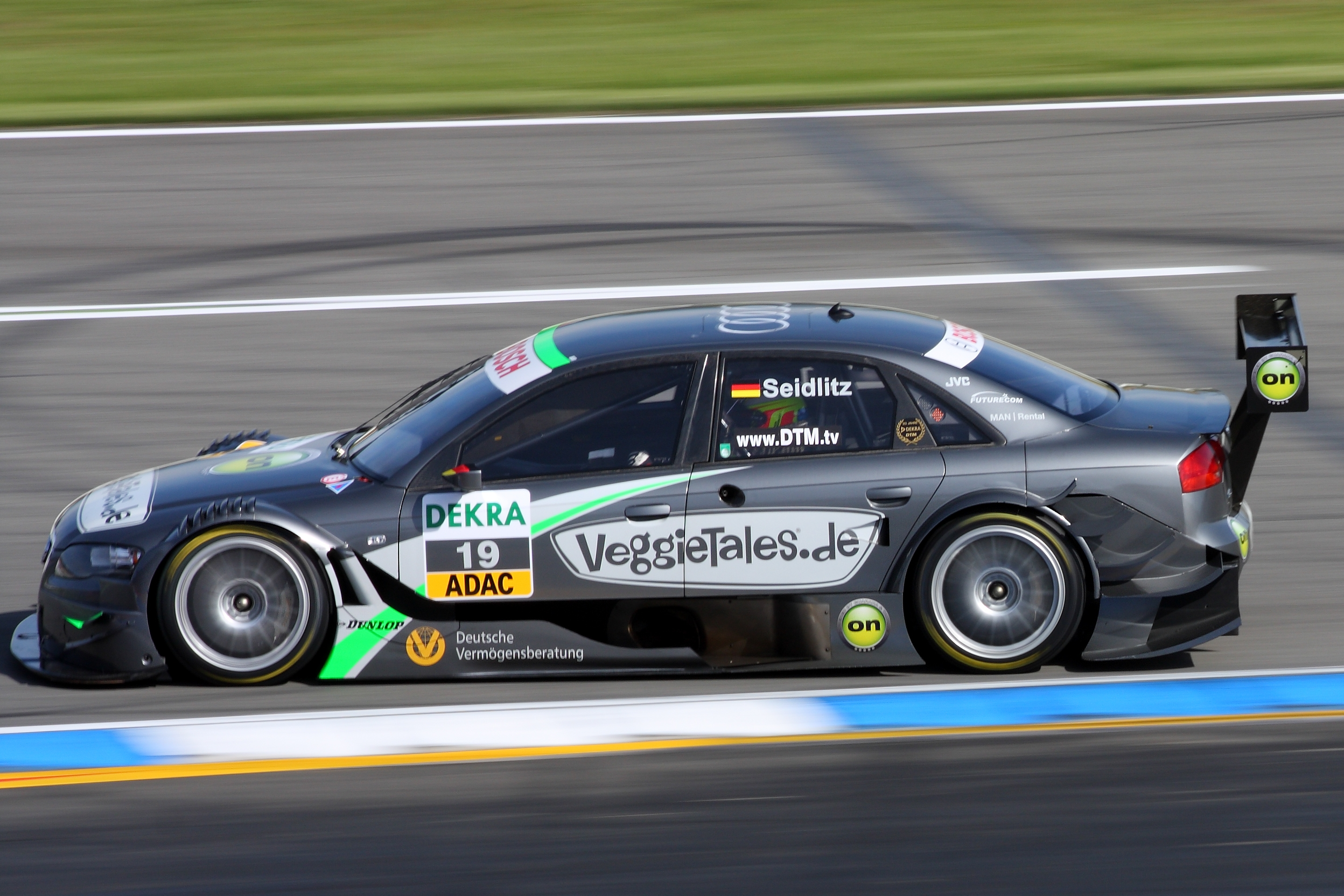
Johannes Seidlitz in Hockenheim beim DTM-Saisonauftakt 2009

Im Jahre 2001 begann Seidlitz im Alter von elf Jahren mit dem Motorsport. 
2006 fuhr Seidlitz in der Deutschen Kart Meisterschaft und holte sich den zweiten Platz in der DMV Meisterschaft der Senioren. Ein Jahr später wechselte er in die deutsche Formel BMW und wurde dort Siebter in der Rookie-Wertung. 2008 wurde Seidlitz mit vier Siegen und zwei zweiten Plätzen Vizemeister in der Formel Renault BARC Meisterschaft.
In der Saison 2009 ging Seidlitz in der DTM in einem 2007er Audi A4 DTM vom Kundenteam Futurecom TME an den Start. Nach einem selbst verschuldeten Unfall im Training zum zweiten Saisonrennen auf dem EuroSpeedway Lausitz, der das Auto stark beschädigte, musste Seidlitz dieses und zwei weitere Rennen pausieren, bevor Kolles ihm den wieder aufgebauten Wagen erneut anvertraute. Bei seinem Comeback in Oschersleben konnte er das Rennen wegen eines Defektes nicht beenden. Es folgten drei weitere Ergebnisse im hinteren Klassement, bevor Seidlitz den A4 erneut stark beschädigte. Bei einem Dreher ohne Fremdeinwirkung auf dem Kurs von Dijon-Prenois schlug er Rückwärts in das Heck seines Teamkollegen Christian Bakkerud, der zuvor von Katherine Legge ins Kiesbett befördert wurde. Das Saisonfinale auf dem Hockenheimring beendete er, wie schon das Auftaktrennen, auf der dreizehnten Position.
In der Saison 2010 war Seidlitz im ADAC GT Masters für das Team Rosberg am Start. Er fuhr dort mit seinem Teamkollegen Bernd Herndlhofer einen Audi R8 LMS.
Nach der Saison 2010 zog sich Seidlitz aus dem Rennsport zurück und arbeitet seitdem als Finanzberater bei der DVAG.

## Ehrenamtliches Engagement
Seidlitz ist Botschafter des Kinder- und Jugendwerks Die Arche. In der Saison 2010 fuhr er einen Rennwagen im Arche-Design.

## Statistik

### Einzelergebnisse in der DTM
| Saison | Team          | Hersteller | 1   | 2   | 3   | 4   | 5   | 6   | 7   | 8   | 9   | 10  | Punkte | Rang |
| ------ | ------------- | ---------- | --- | --- | --- | --- | --- | --- | --- | --- | --- | --- | ------ | ---- |
| 2009   | Futurecom TME | Audi       | HO1 | LAU | NOR | ZAN | OSC | NÜR | BRH | BAR | DIJ | HO2 | –      | —    |
| 2009   | Futurecom TME | Audi       | 13  | DNS |     |     | DNF | 14  | 17  | 18  | DNF | 13  | –      | —    |

| Legende  | Legende            | Legende                                                          |
| Farbe    | Abkürzung          | Bedeutung                                                        |
| -------- | ------------------ | ---------------------------------------------------------------- |
| Gold     | –                  | Sieg                                                             |
| Silber   | –                  | 2. Platz                                                         |
| Bronze   | –                  | 3. Platz                                                         |
| Grün     | –                  | Platzierung in den Punkten                                       |
| Blau     | –                  | Klassifiziert außerhalb der Punkteränge                          |
| Violett  | DNF                | Rennen nicht beendet (did not finish)                            |
| Violett  | NC                 | nicht klassifiziert (not classified)                             |
| Rot      | DNQ                | nicht qualifiziert (did not qualify)                             |
| Rot      | DNPQ               | in Vorqualifikation gescheitert (did not pre-qualify)            |
| Schwarz  | DSQ                | disqualifiziert (disqualified)                                   |
| Weiß     | DNS                | nicht am Start (did not start)                                   |
| Weiß     | WD                 | zurückgezogen (withdrawn)                                        |
| Hellblau | PO                 | nur am Training teilgenommen (practiced only)                    |
| Hellblau | TD                 | Freitags-Testfahrer (test driver)                                |
| ohne     | DNP                | nicht am Training teilgenommen (did not practice)                |
| ohne     | INJ                | verletzt oder krank (injured)                                    |
| ohne     | EX                 | ausgeschlossen (excluded)                                        |
| ohne     | DNA                | nicht erschienen (did not arrive)                                |
| ohne     | C                  | Rennen abgesagt (cancelled)                                      |
| ohne     | keine WM-Teilnahme |                                                                  |
| sonstige | P/fett             | Pole-Position                                                    |
| sonstige | 1/2/3/4/5/6/7/8    | Punktplatzierung im Sprint-/Qualifikationsrennen                 |
| sonstige | SR/kursiv          | Schnellste Rennrunde                                             |
| sonstige | *                  | nicht im Ziel, aufgrund der zurückgelegten Distanz aber gewertet |
| sonstige | ()                 | Streichresultate                                                 |
| sonstige | unterstrichen      | Führender in der Gesamtwertung                                   |